# DART (Munición)
Con el abreviaturas DART (Driven Ammunition Reduced Time of flight) y ART (Ammunition Reduced Time of flight), la empresa italiana Oto Melara ha identificado una nueva generación de munición para su cañón naval 76/62 mm que tiene la particularidad de poseer una alta velocidad, una amplia gama y en el caso de la versión de DART de un sistema de guía  SACLOS (Semi-Automatic Command to Line of Sight) del tipo "Beam-Reading". La función principal de estas municiones es antimisil, no es casualidad que la marina italiana ha seleccionado la combinación ART/DART + 76/62 mm como sistema de CIWS para las unidades navales de la nueva generación. En segundo lugar, se puede utilizar también en función ASuW contra unidades de superficie pequeñas.

## Características
Los proyectiles ART/DART no son realmente 76 mm, sino que están subcalibrados y cuentan con una carcasa como las municiones regulares APFSDS, es decir, a través de sabots desechables. La versión ART tiene un diámetro de 42 mm y su silueta se asemeja a un cohete debido a la forma cónica de las aletas de la cola, mientras la versión DART difiere en la forma de tener el canard adicional accionado por micromotores que le permiten cambios de trayectoria. Son más ligeros que una bala normal de 76 mm, de hecho pesan 3,4 kg. En comparación con un proyectil tradicional son también 1,5 veces más rápidos. El sistema de guía de la DART es conceptualmente bastante sencillo, el barco ilumina el objetivo con un haz de radar, el proyectil maniobra mediante la aleta canard para mantener al centro de la ruta. El rango útil es de 5 km.
- Datos: Q17628478